# Nailbomb
Nailbomb est un groupe de thrash metal industriel formé par Max Cavalera lorsqu'il était chanteur et guitariste de Sepultura et par Alex Newport de Fudge Tunnel. Le groupe est actif de 1994 à 1995, puis se reforme ponctuellement pour des concerts.

## Biographie
Nailbomb est fondé en 1994. À l'origine, le groupe ne devait réaliser qu'un seul album en studio puisque Max et Alex ne voulaient pas que Nailbomb devienne « commercial ».
Nailbomb pratique un metal industriel dans le genre de Ministry et Meathook Seed (membres d'Obituary et de Napalm Death). Plusieurs musiciens de metal ou de punk bien connus à l'époque ont été invités à participer au projet, comme Dino Cazares de Fear Factory qui joue sur la pièce 24 hours bullshit.
Le groupe se sépare après la sortie de son second disque, Proud to Commit commercial suicide, un album live enregistré lors de leur second et dernier concert donné au Dynamo Open Air en 1995. Durant cette prestation Cavalera et Newport sont accompagnés sur scène par plusieurs invités : Rhys Fulber (Front Line Assembly, Dave Edwardson (Neurosis), Igor Cavalera (Sepultura), Evan Seinfeld (Biohazard), Barry C. Schneider (Tribe After Tribe), D. H. Peligro (Dead Kennedys), Scoot Doom (Doom) et Ritchie Bujnowski (Wicked Death). En 2005 Roadrunner publie sur DVD une version vidéo de ce live. Le concert précédent était un concert de chauffe en club quelques jours avant leur prestation au Dynamo.
En avril 2017 Max Cavalera annonce qu'il va programmer une tournée de Soulfly durant laquelle il interprétera en intégralité l'album Point Blank.
Le 9 novembre 2024, Nailbomb donne un concert au Marquee Theatre de Tempe lors du Max Cavalera Dynasty Show. Le groupe est constitué de Max Cavalera, son frère Igor Cavalera (Healing Magic, Go Ahead And Die), Travis Stone (Pig Destroyer), Johny Chow (ex-Stone Sour), Adam Jarvis (Misery Index, Pig Destroyer) et Alex Cha (Pig Destroyer).

## Discographie
- Point Blank (1994)
- Proud To Commit Commercial Suicide (1995)